# 但宗皋
但宗皋（16世紀—17世紀），號陶村，江西南康府星子縣人，明朝政治人物。

## 生平
但宗皋是天啟元年（1621年）辛酉科江西鄉試舉人，授開化知縣，當時朝廷討論開採雲霧山茶葉，他提出七不可一不必事反對，事情因此終止，後來陞養利州知州，縣民為他立祠紀念，辭官後不再出仕，著有《廬山詩文二紀》、《湖南講書》、《太極圖說》、《甓園藁》、《廬山問答》、《驢背語》等書。

## 引用
1. 1 2  同治《星子縣志·卷十·人物志上》：但宗皋，號陶村，天啟辛酉鄉薦，任開化令，時議採雲霧山茶，具七不可以聞，事遂止，歸休杜門，著述頗富，有《廬山詩文二紀》、《湖南講書》、《太極圖說》、《甓園藁》、《廬山問答》、《驢背語》等書。
2. ↑  光緒《開化縣志·卷四·官師志》：明知縣……但宗皋 星子縣舉人，陞養利州知州，有傳……但宗皋 號陶村，星子人，高才博學，蒞政精敏，勤於課士，至罷釆雲霧山一事造福無窮，此山原無良材，若不罷採禍難勝言，侯毅然為民請命，以一身禍福置諸度外，具揭七不可一不必，見事既明，持議復確，遂得報罷，開民永植皆侯德也，巿鄉立祠尸祝到今。